# Agência de publicidade
Uma agência de publicidade, também conhecida por agência de propaganda, é uma empresa responsável pela criação, planejamento, produção e veiculação de campanhas publicitárias.
agência de propaganda gerencia todos os processos relacionados à propaganda. A Agência é responsável por assessorar o anunciante em suas necessidades de propaganda, executando trabalhos para a sua realização, coordenando o trabalho dos fornecedores e produtoras, e intermediando as relações entre o cliente e o veículo de comunicação. Para veiculações ou produções em sua cidade, Estado ou em outras regiões, o trabalho da agência dinamiza e racionaliza as atividades de sua empresa. Uma agência de publicidade pode ser de grande porte ou de pequeno porte e ainda assim atender a demanda do mercado. A oferta deste tipo de serviço é grande e aumenta a cada ano. A quantidade de profissionais que se formam é enorme e a busca por qualidade e preço é tão grande quanto a pelo menor preço. No Brasil, esta profissão ainda é mal vista pelas pequenas empresas que não encaram a contratação de uma agência como um investimento. Mesmo assim, quem se diferencia, com formas de pagamento e propostas diferentes às pequenas empresas se mantém ativo e crescente no mercado.

## História
A primeira agência de publicidade reconhecida foi William Taylor em 1786. Outra agência inicial, iniciada por James 'Jem' White em 1800 na Fleet Street, em Londres, eventualmente evoluiu para White Bull Holmes, uma agência de publicidade de recrutamento, que saiu do mercado no final Década de 1980. Em 1812, George Reynell, um oficial do London Gazette, criou outra das primeiras agências de publicidade, também em Londres.  Isso permaneceu um negócio familiar até 1993, como 'Reynell & Son', e agora faz parte da agência TMP Worldwide (Reino Unido e Irlanda) sob a marca TMP Reynell.  Outra agência inicial que negociou até recentemente, foi fundada por Charles Barker, e a empresa que ele estabeleceu negociou como 'Barkers' até 2009, quando foi para Administração.
Volney B. Palmer abriu a primeira agência de publicidade americana, na Filadélfia em 1850. Esta agência colocou anúncios produzidos por seus clientes em vários jornais.
Em 1856, Mathew Brady criou a primeira propaganda moderna quando colocou um anúncio no jornal New York Herald oferecendo para produzir "fotografias, ambrotypes e daguerreotypes". Seus anúncios foram os primeiros cujo tipo de letra e fontes foram distintas do texto da publicação e da de outros anúncios. Naquele momento, todos os anúncios de jornal estavam em ágata e apenas em ágata. Seu uso de fontes distintivas maiores causou uma sensação.  Mais tarde, no mesmo ano, Robert E. Bonner executou o primeiro anúncio de página inteira em um jornal.
Em 1864, William James Carlton começou a vender espaços publicitários em revistas religiosas. Em 1869, Francis Ayer, aos 20 anos, criou a primeira agência de publicidade de serviço completo na Filadélfia, chamada N.W. Ayer & Son. Foi a mais antiga agência de publicidade na América e dissolveu-se em 2002. James Walter Thompson se juntou à empresa Carlton em 1868. Thompson rapidamente se tornou seu melhor vendedor, comprando a empresa em 1877 e renomeando a James Walter Thompson Company. Percebendo que ele poderia vender mais espaço se a empresa fornecesse o serviço de desenvolvimento de conteúdo para anunciantes, Thompson contratou escritores e artistas para formar o primeiro Departamento de Criação conhecido em uma agência de publicidade. Ele é creditado como o "pai da revista revista moderna" nos EUA.

## Agências
Todas as agências de publicidade são chamadas de "Agências" porque estão agindo como agentes para seus diretores, que eram a mídia. Eles foram e, agora, são pagos pela mídia para vender espaço publicitário aos clientes. Originalmente, no século XVIII e na primeira metade do século XIX, as agências de publicidade obtiveram todas as suas receitas com as comissões pagas pela mídia pela venda de espaço ao cliente. Embora ainda seja o caso de a maioria da sua renda provir da mídia, em meados do século XIX, as agências começaram a oferecer serviços adicionais que venderam diretamente ao cliente. Serviços como escrever o texto do anúncio.

## Criatividade
As agências acreditam que existe uma única regra para que a publicidade seja eficaz "tem que ser criativa". Não é apenas o sentido de como é apresentado visualmente, filmado ou redigido, mas a maioria das agências deve ser muito inovadora em termos de como eles planejam transmitir a mensagem aos consumidores. O sucesso vem quando as agências podem ser criativas o suficiente para romper a mentalidade dos alvos e inflamar uma relação de marca. As agências de publicidade podem desempenhá-lo de forma segura e arriscar-se a perder a guerra de marketing ou tentar constantemente apresentar novas idéias. O uso da criatividade pelas agências é "inesperado" porque é esperado muito anúncio hoje. Isso atrairá a atenção do público, portanto, a mensagem é mais provável de passar. Houve muitos anúncios que surpreenderam o público porque não era normal que eles vejam isso em uma propaganda dessa natureza. O melhor uso da criatividade é quando as agências fazem os consumidores pensar sobre o produto ou a marca. O tipo de criatividade é uma comunicação distintiva que está passando pela confusão.

## Gastos
Estudos mostram que os gastos com publicidade aumentaram significativamente ao longo dos anos. Em 2007, cerca de US $ 150 bilhões foram gastos em publicidade nos EUA; e US $ 385 bilhões em todo o mundo. Em 2010, o número excedeu US $ 450 bilhões. A principal razão para o aumento das despesas é o fato de que os custos de venda são menores do que costumavam ser, portanto, as empresas podem aumentar os gastos em publicidade sem aumentar seus orçamentos de vendas. Eles fazem isso em busca de novos mercados para promover seus negócios

## Digital
Atualmente as agências possuem todos os seus trabalhos de forma digital, com a evolução informática, as agencias ajudam os seu clientes a criarem paginas de Internet, lojas online e a surgirem nos primeiros lugares dos motores de busca. No mundo móvel atual, é imprescindível anunciar em todos os dispositivos que os seus clientes utilizam, seja um computador, portátil, tablet ou telemóvel. Deste modo, quando os clientes estiverem a pesquisar, a navegar ou a comprar, estará sempre presente.[carece de fontes?]

## Departamentos da agência
- 01-Atendimento - é a parte responsável pela ligação entre cliente (anunciante) e agência. É responsável por trazer todas as informações (briefing) do cliente. Uma vez desenvolvido um trabalho (que pode ser uma campanha ou um anúncio isolado), é o atendimento quem mostra ao cliente (normalmente acompanhado do responsável pela criação).
- 02-Planejamento - trabalha com os planos de marketing, comunicação, utilização da verba, entre outros.
- 03-Criação - responsável pela elaboração das ideias que serão utilizadas nas campanhas (anúncios impressos, filmes para televisão, etc.). Engloba também a produção, que materializa, ou seja, dá vida aos anúncios.
- 04-Mídia - área onde se estuda e indica os melhores meios, veículos, volumes, formatos e posições para veicular as mensagens publicitárias.

Atendimento (publicidade)/Planejamento, Criação publicitária e Mídia são os quatro principais departamentos dentro de uma Agência de Propaganda. No entanto, existem ainda outras funções, como produção gráfica, departamento fotográfico, pesquisa, RTVC,  tráfego e gerenciamento de projetos.

## Mídia
Publicidade e Propaganda. Comunicação Social e Mercadológica.
Mídia. Sf (ing. mass media) 1 Veículo ou meio de divulgação da ação publicitária. 2 Seção ou departamento de uma agência de propaganda, que faz as recomendações, estudos, distribuições de anúncios e contato com os veículos (jornais, revistas, rádio televisão, etc.). 3 Numa agência de propaganda, é a pessoa encarregada da ligação com os veículos e da compra de espaço (eventualmente de tempo) para inserção ou transmissão de anúncios. 4 Inform. Qualquer material físico que pode ser usado para armazenar dados. Os computadores podem armazenar uma variedade de mídias, como discos, fitas ou CD-ROM. Sin: meio. M. Eletrônica: a televisão, quando considerada um veículo de comunicação. M. impressa: os jornais e revistas, quando considerados como veículos de comunicação.
Para melhor compreender o que significa a mídia no processo da publicidade contemporânea, seria interessante apresentar a sua origem. Mídia é o plural da palavra médium, que em latim significa meio. Foi adotada pelos norte-americanos (media), e posteriormente traduzida para o português como Mídia.
A Mídia é parte absolutamente integrante do processo mercadológico. As empresas cuja estratégia de gestão tem base nos conceitos atuais de marketing e que necessitam, para fazer funcionar o processo de promoção, que é elementar no marketing, fazer uso da propaganda para veicular e expor a sua marca para o mercado, fazem necessariamente uso da mídia, pois a mídia é indispensável para a existência da propaganda. Isso deve ser entendido como investimento para geração de resultados.
Dentre tantas funções, podemos sintetizar que sua função básica é propor caminhos para que a mensagem chegue ao público-alvo. Porém com o passar do tempo, essa tarefa se tornou bem mais complexa, exigindo do profissional um conhecimento mais específico e aprofundado dos diversos meios de comunicação, Modo de comunicação massivo.